# Héctor Azar
Héctor Azar (Atlixco, Puebla, 17 de octubre de 1930 - Ciudad de México, 11 de mayo de 2000) fue un abogado, dramaturgo, maestro, escritor y académico mexicano.

## Semblanza biográfica
Obtuvo una licenciatura en Derecho, y una maestría en Letras en la Universidad Nacional Autónoma de México (UNAM). Se especializó en el teatro, llegando a ser director de escena, promotor teatral y cultural. Parafrasenado a Aristóteles, se autodefinió como un Zoon Theatrykon o animal teatral.
Fue director de la Casa del Lago, jefe del Departamento de Teatro de la UNAM y jefe del Departamento de Teatro del Instituto Nacional de Bellas Artes (INBA). Como director llevó a escena más de cien obras y como dramaturgo escribió más de veinticinco obras. Como promotor del teatro, fundó el Teatro del Caballito, el Centro Universitario de Teatro, el Teatro de la Ciudad Universitaria, la Compañía de Teatro Universitario, el Espacio C, el Teatro Espacio 15, el Foro Isabelino, la Compañía Nacional de Teatro y el Centro de Arte Dramático (CADAC). 
En 1993, fue designado secretario de Cultura por el gobierno del estado de Puebla. Durante su gestión fundó la Compañía Estatal de Teatro y la Orquesta Sinfónica del Estado de Puebla. Organizó el Magno Festival Palafoxiano y creó los museos de Arte Virreinal y Arte Moderno.
Fue miembro de la Sociedad Mexicana de Geografía y Estadística, de la Academia Nacional de Arquitectura y miembro del Seminario de Cultura Mexicana. Fue nombrado miembro de número de la Academia Mexicana de la Lengua, tomó posesión de la silla II el 14 de mayo de 1987. Murió en la Ciudad de México el 11 de mayo de 2000.

## Premios y distinciones
- Premio del Festival Mundial de Teatro Universitario de Nancy, Francia en reconocimiento a su trabajo como director del Departamento de Teatro de la UNAM.
- Premio Xavier Villaurrutia al Teatro Estudiantil, recibido en cuatro ocasiones.
- Palmas Académicas por el gobierno de Francia.
- Premio Universidad Nacional por la UNAM en 1987.
- Medalla Nezahualcóyotl por la Sociedad de Escritores de México.
- Orden del Cedro por la República de Líbano.
- Medalla Sánchez Duarte por la República Dominicana
- Doctorado honoris causa por la Benemérita Universidad Autónoma de Puebla

## Obras teatrales realizadas
- Picaresca, galardonada con el Premio Xavier Villaurrutia en 1958.
- La appassionata, galardonada con el Premio Xavier Villaurrutia en 1959.
- El alfarero, en 1959.
- El milagro y su retablo, en 1960.
- El corrido de Pablo Damián, en 1961.
- Las vacas flacas, en 1961.
- El periquillo sarniento, adaptación teatral de la novela de José Joaquín Fernández de Lizardi, galardonada con el Premio Xavier Villaurrutia en 1961.
- Inmaculada, en 1963.
- Olímpica, galardonada en el Festival Mundial de Teatro Universitario en Nancy, Francia, en 1964.[3]
- La higiene de los placeres y los dolores, en 1965.
- La copa de plata, en 1969.
- La seda mágica, en 1969.
- La cabeza de Apolo, en 1971.
- Doña Belarda de Francia, en 1972.
- La cantata de los emigrantes, en 1972.
- Los juegos de azar, en 1973.
- Los muros vacíos, en 1974.
- El nacimiento de Nogueras, en 1974.
- Teatro breve, en 1975.
- Las alas sin sombra o la historia de Víctor rey, en 1979.
- Diálogos de la clase médium, en 1979.
- Adán retorna, en 1980.
- Fuera de contexto, adaptación teatral de la novela de Eduardo Césarman, en 1983.
- La incontenible vida del respetable señor Ta Kah Brown, en 1984.
- Alarconiana II, en 1985.
- Atlixco, Atlixco siempre, en 1986.
- Aprendiendo a morir, en 1992.
- San Juan de Dios o la divina tragedia de amar y ser amado, en 1999.

## Obras publicadas
Como escritor, incursionó en varios géneros literarios:
- De cuerpo entero, libro autobiográfico, en 1991.
- A la luz de Puebla, crónica, en 1992.
- Palabras habladas, cuento, en 1990.
- La universidad y el teatro, ensayo, en 1970.
- El espacio "C", ensayo, en 1970.
- "Teatro", en Enciclopedia de México, síntesis histórica del teatro mexicano, en 1977.
- Zoon Theatrikon, ensayo, en 1978.
- Cómo acercarse al teatro, ensayo, en 1988.
- Varia política, ensayo, en 1992.
- Las tres primeras personas, novela, en 1977.
- Locura de Juan Ciudad, novela, en 1999.
- Ventanas de Francia, poesía, en 1952.
- Días santos, poesía, en 1954.
- Estancias el unicornio, poesía, en 1955.
- Jósele Césarman, coautor con Carlos Fuentes, poesía en 1992.
- Pavana para el banquete de los poderosos, coautor con Carlos Azar, poesía